# Strom- und Heuchelberg

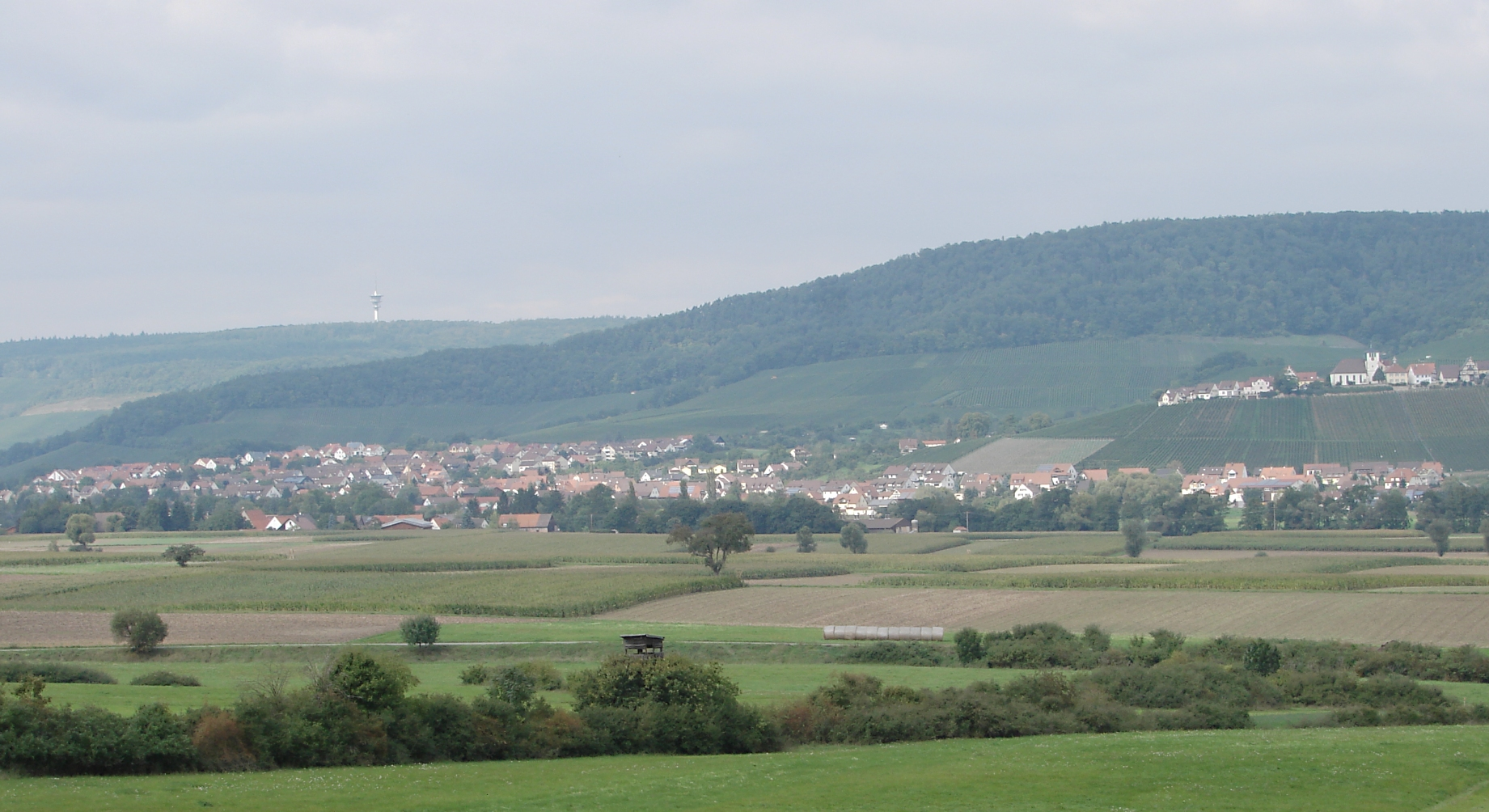
Hohenhaslach mit Stromberg-Hauptkamm im Hintergrund

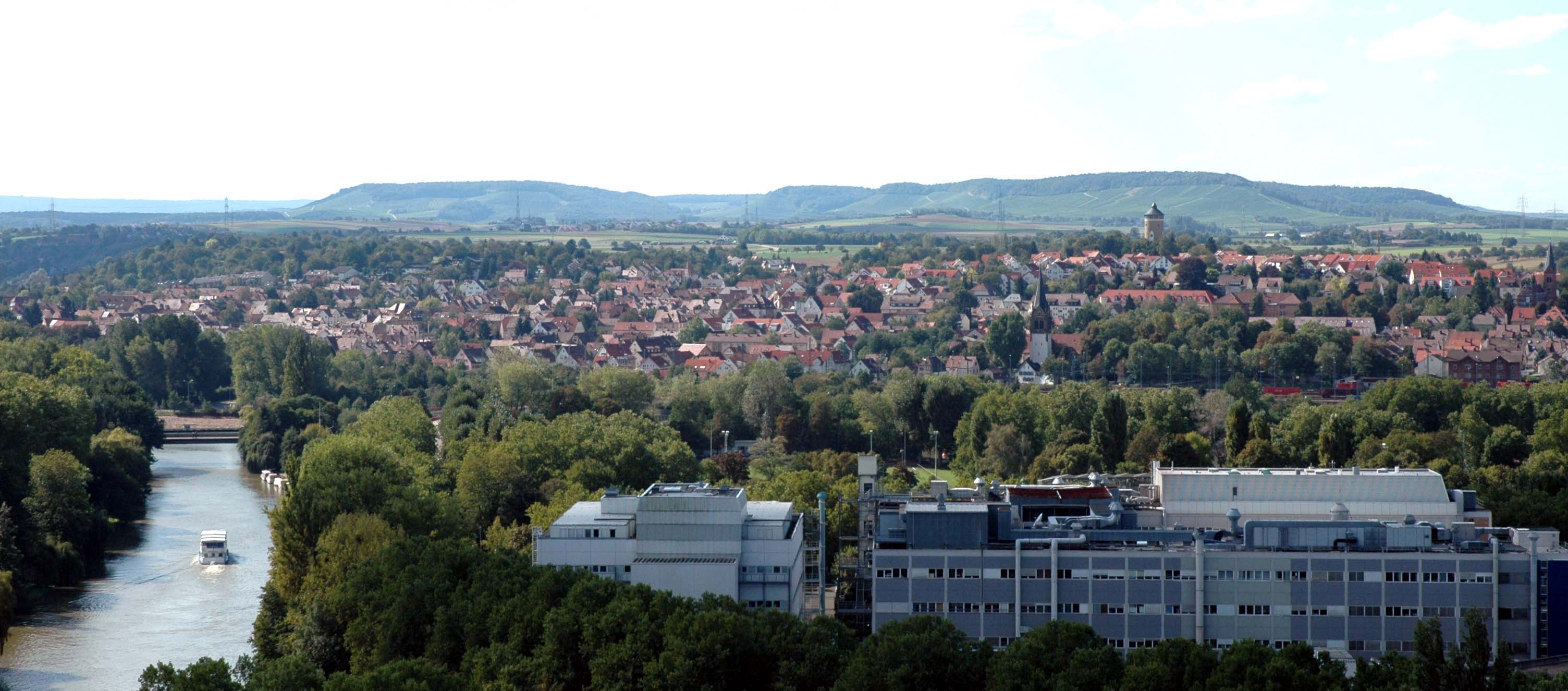
Heilbronn-Böckingen mit Heuchelberg im Hintergrund

 Strom- und Heuchelberg ist ein Naturraum der Neckar- und Tauber-Gäuplatten (Haupteinheit 12) im Südwestdeutschen Schichtstufenland mit der Nr. 124 in der Systematik des Handbuchs der naturräumlichen Gliederung Deutschlands von Meynen/Schmithüsen (1953–1962).

## Naturräumliche Gliederung
In den Einzelblättern 1:200.000 Karlsruhe (1952) und Stuttgart (1967) der Geographischen Landesaufnahme der Bundesanstalt für Landeskunde wurden Strom- und Heuchelberg wie folgt untergliedert:
- 124  Strom- und Heuchelberg
  - 124.1 ⊙ Stromberg
  - 124.2 ⊙ Heuchelberg und Eppinger Hardt
  - 124.3 ⊙ Südwestlicher Strombergrand

Angrenzende Naturräume sind:
- Neckarbecken (Nr. 123) im Osten und Südosten
- Kraichgau (Nr. 125) im Südwesten, Westen und Norden

## Geologie
Das Gebiet wird von den beiden Höhenzügen Stromberg und Heuchelberg geprägt. Es handelt sich um eine durch Reliefumkehr entstandene Keuperinsel in einer Lössumgebung.
Der Stromberg ist ein bewaldeter Bergrücken (400–470 m) aus Keupermergeln und Stubensandstein. Die trennenden Täler reichen bis in den Gipskeuper. Sie sind klimatisch sehr geschützt. Ihre gemischten Böden der unteren Lagen werden zum Acker- und Obstbau und zum Teil als Rebland genutzt. Am Südwestrand des Strombergs gehen die Reben auf den bunten Mergeln besonders hoch hinauf.
Heuchelberg und Eppinger Hardt sind Hochflächen der Schilfsandsteinplatte (300–330 m), die durch das obere Leintal in zwei lange schmale Züge geteilt werden und steil abfallen. Die Eppinger Hardt ist fast vollständig bewaldet. Auf dem Heuchelberg besteht Ackerland mit Anbau von Getreide und Kartoffeln. Die Nord- und Westabhänge tragen Wald und an den unteren Rändern auch Reben. Die Zaber trennt Stromberg und Heuchelberg, dort liegt als einzige größere Gemeinde Zaberfeld.

## Weblink
- Naturraumsteckbriefe der LUBW, siehe 124: Strom- und Heuchelberg (PDF; 10,6 MB; Hinweise)